# Didilia Corona
La Didilia Corona è una struttura geologica della superficie di Venere.